# Słownik pisarzy antycznych
Słownik pisarzy antycznych – polski słownik pisarzy starożytnych wydany w 1982 przez wydawnictwo „Wiedza Powszechna”.
Słownik wydano pod redakcją Anny Świderkówny, a pracował nad nim zespół 45 redaktorów. Zawierał 734 hasła, a ramy czasowe wyznaczono od Homera (VIII w. p.n.e.) do Izydora z Sewilli (VII w.). Biografie uzupełnione były artykułem o losach literatury antycznej, wykazem terminologii, tablicami synchronistycznymi i indeksem imion. Część haseł opatrzona była informacją o polskich tłumaczeniach.